# Le Moment de tuer
Pour plus de détails, voir Fiche technique et Distribution.
Le Moment de tuer (Il momento di uccidere) est un western spaghetti italo-allemand sorti en 1968, réalisé par Giuliano Carnimeo.

## Synopsis
Lord et Bull, deux pistoleros, sont à la recherche de 500 000 dollars cachés par les sudistes, mais face à eux, ils rencontrent la puissante famille Forrester.

## Fiche technique
- Titre français : Le Moment de tuer
- Titre original italien : Il momento di uccidere
- Titre allemand : Django – Ein Sarg voll Blut
- Genre : Western spaghetti
- Réalisateur : Giuliano Carnimeo (sous le pseudo d'Anthony Ascott)
- Scénario : Enzo G. Castellari, Tito Carpi, Francesco Scardamaglia, Bruno Leder
- Production : Vico Pavoni, pour Produzioni Cinematografiche Europee, Euro International Film, Terra Filmkunst
- Année de sortie : 1968
- Photographie : Stelvio Massi
- Montage : Ornella Micheli
- Musique : Francesco De Masi
- Décors : Alberto Boccianti
- Costumes : Enzo Bulgarelli
- Durée : 92 min
- Pays :  Italie  et  Allemagne de l'Ouest
- Distribution en Italie : Euro International Film

## Distribution
- George Hilton : Lord
- Walter Barnes : Bull
- Horst Frank : Jason Forrester
- Loni von Friedl : Regina Forrester
- Arturo Dominici : Forrester
- Renato Romano : Trent
- Rudolf Schündler : le juge Warren
- Remo De Angelis : Dago
- Ugo Adinolfi : un pistolero